# Биркенфельд, Всеволод Янович
Все́волод Я́нович Би́ркенфельд (1927, Рим — 2010, Рига) — советский латвийский хозяйственный, государственный и политический деятель, Герой Социалистического Труда.

## Биография
Латыш. Родился в 1927 году в Риме, в семье советского военного разведчика. В 1928 семья переехала в Париж, где Всеволод окончил начальную школу. В 1938 году отец был отозван с семьёй в Москву, арестован и осуждён на 15 лет исправительно-трудовых лагерей (реабилитирован в 1955 году). Всеволод учился в средней школе в Москве, а после установления Советской власти в Латвии переехал в Екабпилс к тёте (сестре отца). С началом Великой Отечественной войны был эвакуирован в Кировскую область, где с 1943 года начал работать в колхозе «Динамо» в деревне Голодница (Кирово-Чепецкий район).
В 1946 году вновь переехал в Латвию, где поступил на механический факультет Латвийского государственного университета, одновременно работая учеником слесаря по ремонту оборудования завода ВЭФ.
После окончания университета (1949) — технолог Рижского завода «Гидрометприбор», инженер Всесоюзной конторы техпомощи по применению твёрдых сплавов, в 1951-1953 гг. механик в цехе телефонных аппаратов, начальник бюро ремонта в отделе главного механика завода ВЭФ, главный инженер Алойской машинно-тракторной станции (1953-1956), начальник планово-диспетчерского бюро цеха, главный механик, заместитель главного инженера, главный инженер, директор завода ВЭФ (1967—1973), управляющий делами Президиума Верховного Совета Латвийской ССР (1973-1975), министр деревообрабатывающей промышленности Латвийской ССР (1975—1987), референт в отделе промышленности Совета Министров Латвийской ССР, помощник Председателя Госкомитета по промышленности Латвийской ССР, советник Министерства промышленности Латвийской Республики, с 1991 директор совместного латвийско-французского предприятия «Ригалит».
С 1994 года на пенсии.
Член КПСС с 1958 года. Член ЦК Компартии Латвии. Избирался депутатом Верховного Совета Латвийской ССР 7—11-го созывов. Делегат XIV съезда профсоюзов СССР (1968).
Указом Президиума Верховного Совета СССР от 26 апреля 1971 года присвоено звание Героя Социалистического Труда с вручением ордена Ленина и золотой медали «Серп и Молот».
Государственная премия СССР 1973 года — за создание и внедрение системы высокопроизводительного массового производства на заводе ВЭФ.
Умер в Риге в 2010 году, похоронен на Первом Лесном кладбище.